# دييغو كارلوس
دييغو كارلوس (15 مايو 1988 بساو باولو في البرازيل - ) هو لاعب كرة قدم برازيلي في مركز الهجوم. لعب مع لوخ إينيرجيا فلاديفوستوك ونادي أوفا ونادي كورينثيانز وDuque de Caxias Futebol Clube ‏ وFC Nizhny Novgorod (2007) ‏ ونادي كورينثيانس ألاغوانو.

## وصلات خارجية
- دييغو كارلوس على موقع قاعدة بيانات كرة القدم.إي يو (الإنجليزية)
- دييغو كارلوس على موقع Soccerway.com (الإنجليزية)
- دييغو كارلوس على موقع عالم كرة القدم.نت (الإنجليزية)